# Dudley
Dudley (pronunciaciónⓘ /ˈdʌdli/) es una gran población del condado de las Tierras Medias Occidentales y en la Región de las Tierras Medias Occidentales de Inglaterra en el Reino Unido. Dudley forma parte de la conurbación de los Midlands Occidentales, y se localiza al sur de Wolverhampton. Es la mayor población de la zona conocida como Black Country. Desde 1974, la villa de Dudley es el centro administrativo del Distrito Metropolitano de Dudley; el municipio rural original ha sufrido menos expansión desde 1966. El Distrito Metropolitano de Dudley ha optado al estatus de ciudad en 2011, resolución que se tomó en 2012. Durante muchos años, la villa (pero no el castillo) formó parte de un exclave de Worcestershire completamente rodeado por Staffordshire, lo que ha determinado el hecho de que, eclesiásticamente, la población siga formando parte de la Diócesis de Worcester.

## Historia
Dudley ha sido una villa desde la época medieval, el nombre significa ‘claro de Dudd’ en inglés antiguo. Se menciona en el Libro Domesday. La villa era una villa comercial importante durante la Edad Media, y también un productor de artículos de hierro.
En la Revolución Inglesa, Dudley era una fortaleza de los realistas, y el castillo fue sitiado por los parlamentarios. El castillo tuvo que ser demolido por orden del gobierno después de que los realistas se rindieran.
En el siglo XVIII era una villa industrial importante, durante la Revolución Industrial. Sus principales industrias estaban la minería del carbón y piedra caliza. La Máquina de Newcomen el primero se instaló en la Obras de Carbón de Conygree, 1.5 kilómetros al este del Castillo de Dudley en 1712.
Las condiciones de vida eran precarias, así que se desarrolló vivienda social para reubicar a las personas de los barrios más pobres a principios del siglo XX. La villa evolucionó mucho durante ese periodo, pero recientemente la industria ha disminuido y el desempleo ha aumentado.

## Población
En el censo de 2001 (según la Oficina de Estadísticas Nacionales), la «subárea urbana de Dudley» (de la conurbación de los Midlands Occidentales) tenía una población de 194.919 habitantes, lo que la hacía la 26.ª ciudad del Reino Unido por población, la segunda villa del Reino Unido, tras Reading y la mayor población del estado sin su propia universidad.
Las afirmaciones anteriores suelen ser cuestionadas, pues se señala que para obtenerlas es necesaria la inclusión de localidades como Brierley Hill, Kingswinford, Netherton, Sedgley y Coseley, que a veces son consideradas fuera de la villa por los periódicos locales, como el Dudley News, historiadores locales y el propio Ayuntamiento de Dudley. Se puede obtener otra estimación de la población de la villa de Dudley sumando las de los tres wards electorales que indiscutiblemente forman la villa, es decir: Castle and Priory, St James's y St Thomas's. Esta operación obtendría una población de 39.686 habitantes.

## Monumentos y lugares de interés

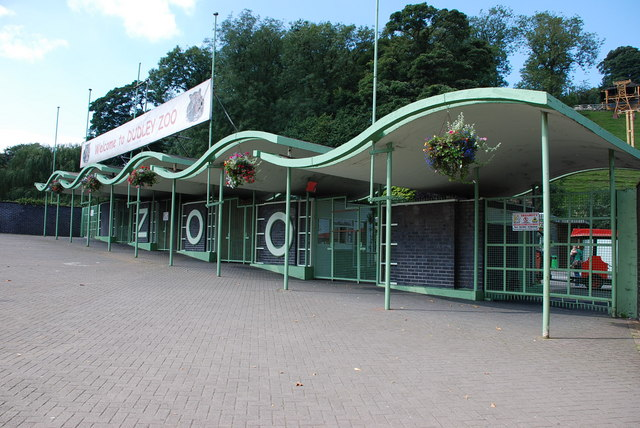
La entrada al Jardín Zoológico de Dudley

En Dudley se encuentran el Museo en Vivo del Black Country y el Jardín Zoológico de Dudley. El castillo se sitúa dentro del parque zoológico.
También están en esta localidad el Priorato de Dudley, las ruinas de un monasterio del siglo XII, que fue clausurado por el rey Enrique VIII durante la disolución de los monasterios. Está situado dentro de un parque.